# Ludovico Einaudi
Ludovico Einaudi OMRI (tiếng Ý: [ludoˈviːko eiˈnaudi]; sinh 23 tháng 11 năm 1955) là một nhạc sĩ dương cầm và nhà soạn nhạc người Ý. Ông được huấn luyện tại Conservatorio Verdi ở Milan bởi nhà soạn nhạc Luciano Berio đầu thập niên 1980. Einaudi bắt đầu sự nghiệp như là một nhà soạn nhạc cổ điển, nhưng chẳng bao lâu đã phối hợp với các loại nhạc khác như pop, rock, world music, và folk music.
Einaudi cũng soạn nhạc cho phim bao gồm The Intouchables và I'm Still Here, tập phim TV Doctor Zhivago, và Acquario 1996, mà ông đã được giải nhạc phim hay nhất Grolla d'oro. Ông cũng đã cho phát hành một số dĩa nhạc độc tấu dương cầm và giàn nhạc hòa tấu như I Giorni 2001, Nightbook 2009, và In a Time Lapse 2013. Dĩa nhạc cộng tác chung, Taranta Project, được phát hành tháng 5 năm 2015. Trong sự nghiệp của mình, Einaudi đã sáng tác nhạc cho một số bộ phim, bao gồm This is England. Năm 2020, âm nhạc của anh được sử dụng trong các bộ phim Nomadland và The Father.

## Nhạc

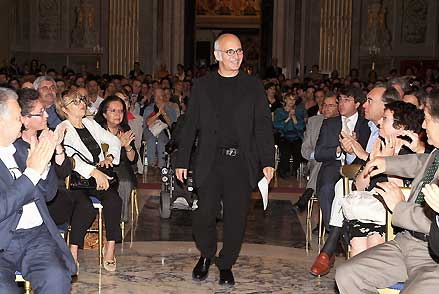
Einaudi 2008

### Tác phẩm
- 1988: Time Out
- 1992: Stanze (album) (harp)
- 1995: Salgari
- 1996: Le Onde (piano)
- 1999: Eden Roc (album) (piano and strings)
- 2001: I Giorni (piano)
- 2003: Diario Mali (piano, kora)
- 2004: Una Mattina (piano, cello)
- 2007: Divenire (piano, string quartet)
- 2009: Nightbook (piano, electronic)
- 2013: In a Time Lapse[3][4] (piano, electronic)
- 2015: Taranta Project (piano, electronic, orchestra)
- 2015: Elements
- 2019: Seven Days Walking
- 2020: 12 Songs From Home (piano)
- 2020: Einaudi Undiscovered (piano)
- 2021: Cinema (piano)
- 2022: Underwater (piano)

### Đĩa thu
- 1988: Time Out – BMG Ricordi
- 1992: Stanze (album) – BMG Ricordi
- 1995: Salgari – BMG Ricordi
- 1996: Le Onde – BMG Ricordi[5]
- 1998: Fuori dal Mondo – BMG Ricordi
- 1998: Ultimi Fuochi – BMG Ricordi
- 1999: Eden Roc (album) – BMG Ricordi
- 2001: I Giorni – BMG Ricordi
- 2001: Luce dei miei Occhi- BMG Ricordi
- 2002: Dr. Zhivago – BMG Ricordi
- 2003: La Scala Concert 03.03.03 – BMG Ricordi
- 2003: Le parole di mio padre – BMG Ricordi
- 2003: Diario Mali (with Ballaké Sissoko) – Ponderosa IRD
- 2004: Echoes: The Einaudi Collection
- 2004: Una Mattina – Ponderosa Music and Art/Decca/Sony Classical Records
- 2006: Divenire – Ponderosa Music and Art/Decca
- 2009: Cloudland[6] – Ponderosa Music and Art, side project recorded as a group called Whitetree
- 2009: Nightbook – Ponderosa Music and Art/Decca
- 2010: The Royal Albert Hall Concert – Ponderosa Music and Art
- 2011: Islands: Essential Einaudi – Decca (UMO)
- 2013: In a Time Lapse – Ponderosa Music and Art/Decca #24 UK, #2 Mega Top 50, #5 FIMI Albums Chart, #6 Classical Albums

### Nhạc cho phim và TV

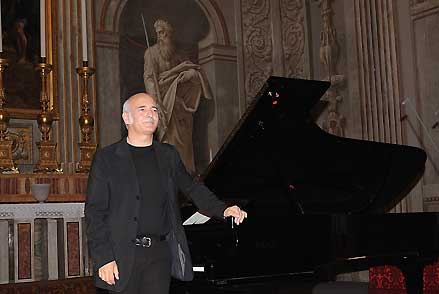
Einaudi tại một buổi trình diễn độc tấu 2008

- 1988: Treno di panna (Director: Andrea De Carlo)
- 1994: Da qualche parte in città (Director: Michele Sordillo)
- 1996: Acquario (Director: Michele Sordillo)
- 1998: April (1998 film) (Director: Nanni Moretti)
- 1998: Giorni dispari (Director: Dominick Tambasco)
- 1999: Fuori Dal Mondo (Director: Giuseppe Piccioni)
- 2000: La vita altrui (Director: Michele Sordillo)
- 2000: Un delitto impossibile (Director: Antonio Luigi Grimaldi)
- 2001: The Words of My Father (Director: Francesca Comencini)
- 2001: Alexandria (Director: Maria Iliou)
- 2002: Light of My Eyes (Director: Giuseppe Piccioni) – Italian music award for best film score
- 2002: Doctor Zhivago (miniseries) (TV mini-series, Director: Giacomo Campiotti)
- 2004: Strange Crime (Director: Roberto Andò) – Prize for the best film music at Avignon Film Festival 2004
- 2004: Mission: Saturn
- 2006: This Is England (Director: Shane Meadows)[7]
- 2010: This Is England '86 (Director: Shane Meadows)[7]
- 2010: Pathogen (Stargate Universe)
- 2010: Sangandaan – Landas ng Buhay
- 2010: I'm Still Here (2010 film) (Director: Casey Affleck)
- 2010: The End Is My Beginning - German film
- 2010: Thiên nga đen (phim) Trailer (Director: Darren Aronofosky)
- 2011: Elena - Mysterio ng Kahapon
- 2011: This Is England '88 (Director: Shane Meadows)[8]
- 2011: The Intouchables - (Director: Olivier Nakache & Eric Toledano)
- 2012: J. Edgar - (Director: Clint Eastwood)
- 2012: Derek (TV series) - (Director: Ricky Gervais)
- 2014: The Water Diviner - (Director: Russell Crowe)
- 2014: Mommy (2014 film) - (Director: Xavier Dolan)